# Стівен Тулмін
Стівен Еделстон Тулмін (англ. Stephen Edelston Toulmin; 25 березня 1922 року, Лондон — 4 грудня 2009, Каліфорнія) — британський філософ, автор наукових праць і професор. Перебуваючи під впливом ідей австрійського філософа Людвіга Вітгенштайна, Тулмін присвятив свої роботи аналізу моральної підстави. У своїх дослідженнях він вивчав проблему практичної аргументації. Крім цього його роботи використовувалися в області риторики для аналізу риторичної аргументації. Модель Аргументації Тулміна — шість взаємопов'язаних компонентів, які використовуються для аналізу аргументації, — вважається однією з його найбільш значущих робіт, особливо в області риторики і комунікації.

## Праці
- An Examination of the Place of Reason in Ethics (1950) ISBN 0-226-80843-2
- The Philosophy of Science: An Introduction (1953)
- The Uses of Argument (1958) 2nd edition 2003: ISBN 0-521-53483-6
- Metaphysical Beliefs, Three Essays (1957) with Ronald W. Hepburn and Alasdair MacIntyre
- The Riviera (1961)
- Seventeenth century science and the arts (1961)
- Foresight and Understanding: An Enquiry into the Aims of Science (1961) ISBN 0-313-23345-4
- The Fabric of the Heavens (The Ancestry of Science, volume 1) (1961) with June Goodfield ISBN 0-226-80848-3
- The Architecture of Matter (The Ancestry of Science, volume 2) (1962) with June Goodfield ISBN 0-226-80840-8
- Night Sky at Rhodes (1963)
- The Discovery of Time (The Ancestry of Science, volume 3) (1965) with June Goodfield ISBN 0-226-80842-4
- Physical Reality (1970)
- Human Understanding: The Collective Use and Evolution of Concepts (1972) ISBN 0-691-01996-7
- Wittgenstein's Vienna (1973) with Allan Janik
- Knowing and Acting: An Invitation to Philosophy (1976) ISBN 0-02-421020-X
- An Introduction to Reasoning (1979) with Allan Janik and Richard D. Rieke 2nd edition 1997: ISBN 0-02-421160-5
- The Return to Cosmology: Postmodern Science and the Theology of Nature (1985) ISBN 0-520-05465-2
- The Abuse of Casuistry: A History of Moral Reasoning (1988) with Albert R. Jonsen ISBN 0-520-06960-9
- Cosmopolis: The Hidden Agenda of Modernity (1990) ISBN 0-226-80838-6
- Social Impact of AIDS in the United States (1993) with Albert R. Jonsen
- Beyond theory – changing organizations through participation (1996) with Björn Gustavsen (editors)
- Return to Reason (2001) ISBN 0-674-01235-6